# Podział administracyjny Brunei

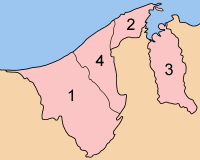
Dystrykty Brunei

Brunei jest podzielone na 4 dystrykty (daerah): Belait, Brunei i Muara, Temburong, Tutong. Te natomiast dzielą się na mukimy, które z kolei dzielą się na kampongi (wioski).
| Nazwa dystryktu | Stolica             |
| --------------- | ------------------- |
| Belait          | Kuala Belait        |
| Temburong       | Bangar              |
| Brunei-Muara    | Bandar Seri Begawan |
| Tutong          | Pekan Tutong        |